# Antocha tanycera
Antocha tanycera är en tvåvingeart som beskrevs av Alexander 1963. Antocha tanycera ingår i släktet Antocha och familjen småharkrankar.
Artens utbredningsområde är Zambia. Inga underarter finns listade i Catalogue of Life.